# Проспект Пушкина (Сочи)
Проспе́кт Пу́шкина — один из самых коротких проспектов в мире. Расположен в центральной, курортной части города Сочи, Краснодарский край, Россия. Один из двух городских проспектов, наряду с перпендикулярным ему Курортным проспектом.

## Расположение
Проспект с эспланадой являет прекрасную перспективу к приморской набережной. 

## История
10 февраля 1937 общим собранием Сочинского горисполкома было принято решение о прокладке от проспекта им. И. В. Сталина (сейчас Курортного проспекта) до Чёрного моря бульвара (позже проспекта), который будет носить имя великого русского поэта А. С. Пушкина, в связи с приближавшимся 100-летием его гибели. В месте соединения его с Черноморской улицей в апреле 1939 был построен фонтан. На противоположном конце проспекта при слиянии его с главной магистралью города, на круглой клумбе, где сейчас растёт пальма, 6 июня 1939 в честь 140-летия поэта был установлен белокаменный бюст Пушкина. В 1949 году на его месте был поставлен монумент Сталину, вскоре демонтированный.

## Достопримечательности
- Сочинский дендрарий

### Примечательные здания
- № 5 — Сочинский цирк

## Интересные факты
- Белокаменный бюст А. С. Пушкина стоит сейчас в Пушкинском сквере около библиотеки имени Пушкина в Центральном районе Сочи.
- В высотном доме №? на проспекте квартирами владеют В. Н. Винокур, Л. В. Лещенко, Ф. Б. Киркоров и А. Б. Пугачёва.